# ニッコロ・ディ・トンマーゾ
ニッコロ・ディ・トンマーゾ（イタリア語：Niccolò di Tommaso）は、14世紀にフィレンツェ、ナポリ、ピストイアで活躍したイタリアの画家である。

## 経歴
1346年頃にアルテ・デイ・メディチ・エ・スペジアリに参加したと記録されている。マーゾ・ディ・バンコの影響を示しているが、1370年までにサンタ・マリア・ノヴェッラ教会のストロッツィ礼拝堂でナルド・ディ・シオーネと一緒に働いていた。同年、ピストイアのサン・ジョヴァンニ・フオルシヴィタス教会で働いた。1371年、サント・アントニオ・アバテ教会のために多翼祭壇画を描くためにナポリに行った。トスカーナに戻ると、ニッコロはピストイアのタウ教会のためにフレスコ画を描いた。彼は、聖母の戴冠（ヴェネツィアのアカデミア美術館） と、無実の人々の虐殺（フィレンツェのウフィツィ美術館）を描いた。彼は更に、フィレンツェにあるサン・ロレンツォ聖堂の聖母子像を描いた。